# Serendibia filiformis
Serendibia filiformis är en kräftdjursart som beskrevs av Stefano Taiti och Franco Ferrara 2004. Serendibia filiformis ingår i släktet Serendibia och familjen Philosciidae. Inga underarter finns listade i Catalogue of Life.